# Burg Altwindstein
Altwindstein (französisch Vieux-Windstein) ist die Ruine einer mittelalterlichen Burg in Windstein im Elsass.

## Geografie
Die Felsenburg steht direkt oberhalb des Ortes in 340 Metern Höhe. Die Doppelanlage Altwindstein bildet mit den Burgen Neuwindstein – ebenfalls eine Doppelanlage – und der Burg Mittelwindstein die Burgengruppe Windstein.

## Geschichte

### Mittelalter

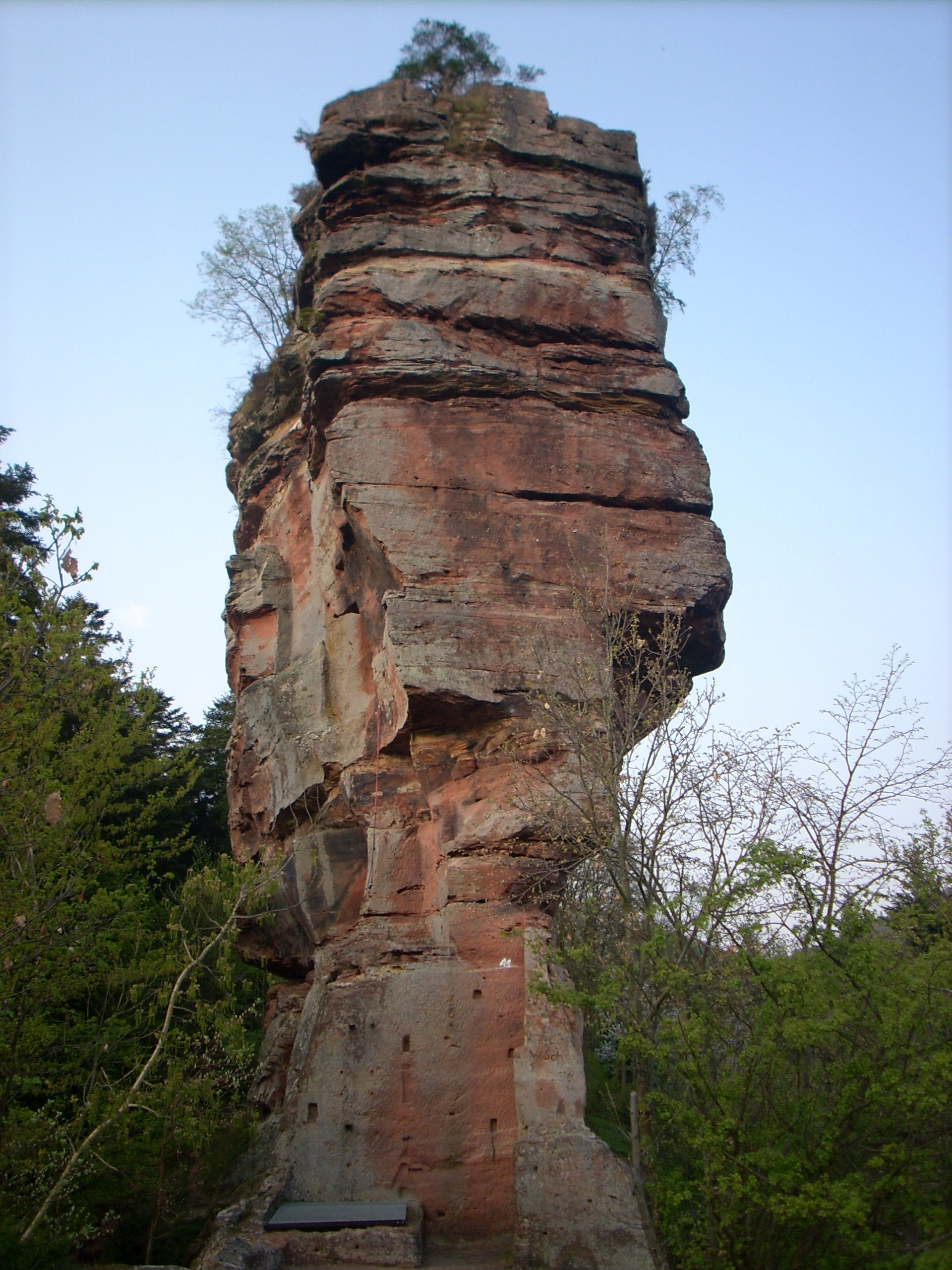
Südanlage: Der Brunnenschacht in der Oberburg vor der Südseite des Aufsatzfelsens.

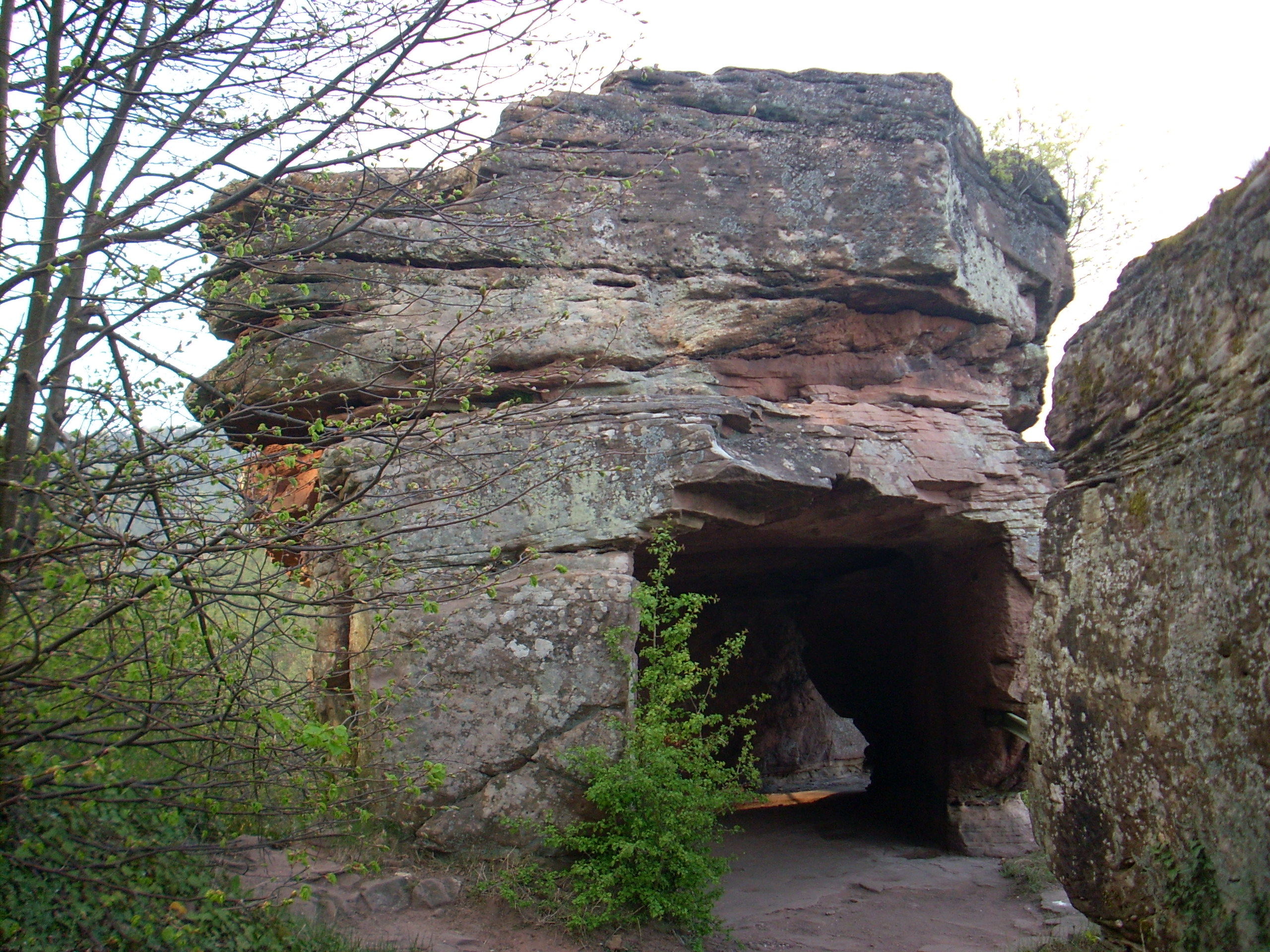
Nordanlage: Felsenkammer in der Oberburg.

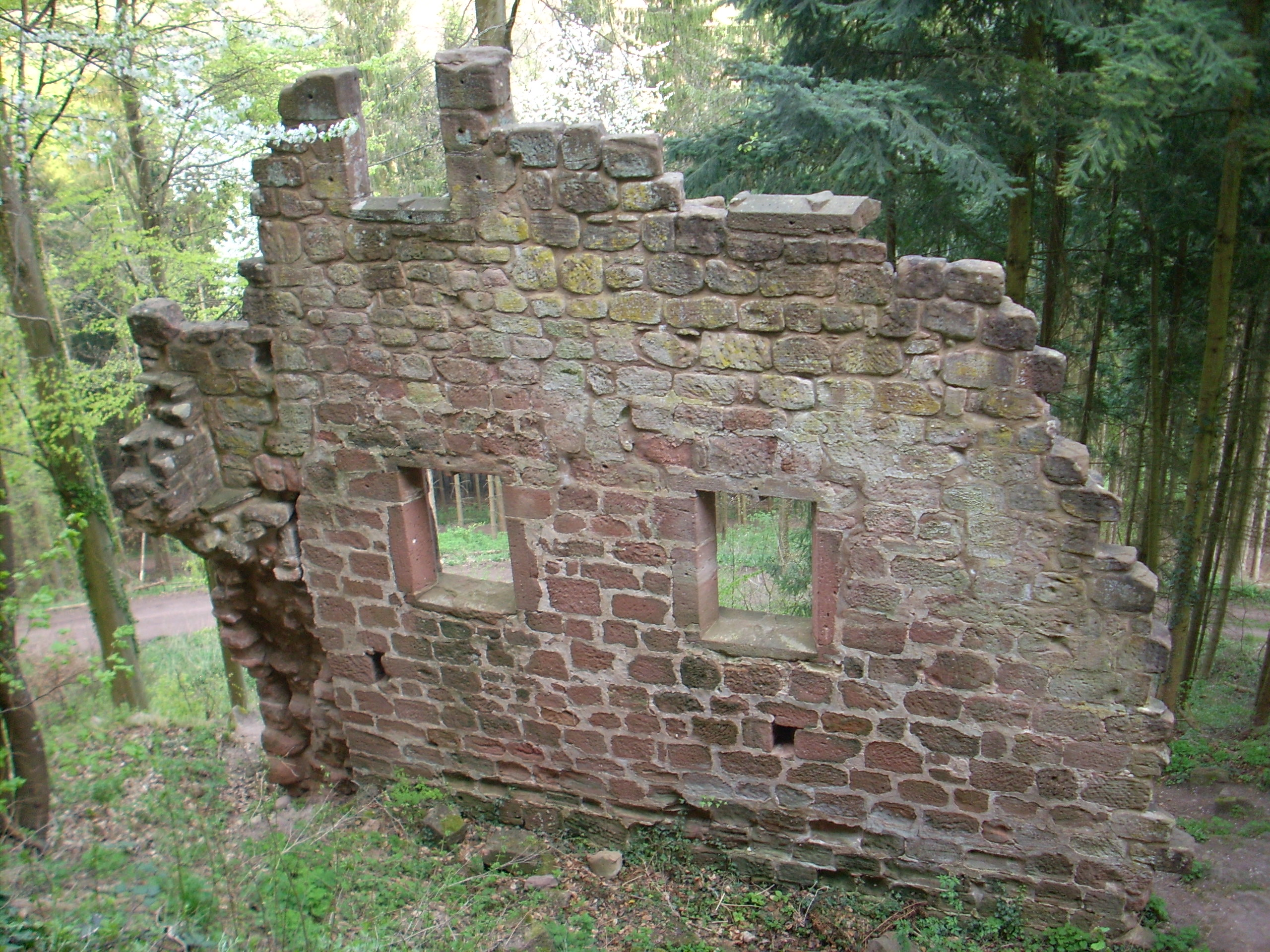
Nordanlage: Spätmittelalterliche Mauerreste in der Unterburg.

Bis 1130 war das Gebiet der Nordvogesen um Windstein weitestgehend siedlungsleer. Die älteste erhaltene Erwähnung der Burg stammt von 1205 in einer Urkunde König Philipps. Der Text der Urkunde – der staufische Reichsministeriale Heinrich von Windstein habe die Burg von Philipps Vorgängern zu Lehen – lässt auf ein wesentlich höheres Alter der Burg schließen. Nach Vorwürfen, die Windsteiner würden Wegelagerei betreiben, kam es 1332 zur Belagerung der Altwindstein durch den Bischof von Straßburg, die Stadt Hagenau, die Herren von Lichtenberg sowie den Landvogt Rudolf von Hohenberg. Die Eroberung der Burg gelang nach zehn Wochen Belagerung, bei der 80 Mineure, vier Wurfmaschinen sowie zwei mobile Schutzdächer eingesetzt wurden. Trotz eines Verbots wurde die Burg wiederhergestellt.
1362 befand sie sich als Ganerbenburg im Besitz von vier zuvor zerstrittenen Eignern:
- Ludwig von Kirkel, ein Erbe Wilhelm von Windsteins (1/2),
- Herren von Lichtenberg (1/6),
- Gerhard Harnesch von Weißkirchen, verheiratet mit Katharina von Windstein (1/6) und
- Cunz von Windstein (1/6).

Nach dem Aussterben der Herren von Kirkel im Jahr 1386 fielen deren Reichslehen, darunter die Hälfte der Burg, an das Reich zurück. Lehensbriefe des Reiches für Kurpfalz von 1387 und 1398 zur „Veste Weynantstein“, deren Standort lange Zeit unbekannt blieb, beziehen sich nach heutigem Forschungsstand auf Altwindstein.
Nach 1470 starben die Windsteiner im Mannesstamm aus.

### Neuzeit
Im Jahr 1515 wurde die Burg von einer Truppe von 120 Landsknechten und Berittenen geplündert und teilweise zerstört. Umstritten ist, ob die Burg im Bauernkrieg beschädigt wurde. Kurpfälzische Soldaten verteidigten Altwindstein im Dreißigjährigen Krieg, wobei die Burg schwer beschädigt oder zerstört wurde. Die endgültige Zerstörung erfolgte 1676/1677 durch französische Truppen unter General Monclar. Da zu einer Burg aber nicht nur die Verteidigungsanlagen, sondern auch Ländereien, Waldungen und Rechte gehörten, war Altwindstein weiter eine Liegenschaft, die in den entsprechenden Verzeichnissen geführt wurde. Die Burg gehörte im 18. Jahrhundert zu einem Drittel zur Landgrafschaft Hessen-Darmstadt und war dort dem Amt Niederbronn zugeordnet. Die anderen zwei Drittel gehörten den Herren von Dürckheim.
Mit dem durch die Französische Revolution begonnenen Umbruch gelangte die Burg endgültig unter französische Souveränität.

## Anlage
Altwindstein besteht aus zwei selbstständigen Anlagen, die auf einem gemeinsamen, in Nord-Süd-Richtung circa 160 Meter langen Felsgrat liegen und durch einen künstlich erweiterten, 25 Meter langen Einschnitt getrennt sind.
Die Südanlage, auch vordere Burg genannt, überragt ein heute nicht mehr zugänglicher, etwa 20 Meter hoher senkrechter Aufsatzfelsen. Auf dem Felsen befinden sich zwei Felskammern, darunter eine Zisterne. Der Aufgang zum Aufsatzfelsen lag auf dessen Westseite, wahrscheinlich innerhalb eines angelehnten Gebäudes. In der Oberburg südlich des Aufsatzfelsens befinden sich der Burgbrunnen sowie die Reste einer Kapelle; ein erhaltener Rundbogenfries wird der Kapelle zugeordnet und ins 12. Jahrhundert datiert. Der Zugang zur Oberburg erfolgt von Nordosten zuerst über einen künstlich abgeböschten Felsgraben, der mit zwei Brücken überwunden wird, und verläuft dann durch einen Felsgang, an den sich mehrere Felskammern anschließen. Von einer Felskammer aus besteht ein weiterer Zugang zum Brunnenschacht. Die Unterburg liegt östlich und südlich des Felsgrates; in der Gegenwart ist sie mit einem Wohnhaus bebaut und nicht öffentlich zugänglich. Die Unterburg ist durch bearbeitete Felsstufen terrassenförmig gegliedert; in der Felswand zur Oberburg finden sich Felskeller und Balkenlöcher, die auf hier angebaute Gebäude hindeuten. Das Haupttor der Südanlage befand sich am Südende des Felsgrates.
Westlich der Südanlage befinden sich zwei unterirdische Gänge aus der Zeit der Belagerung von 1332. Ein Belagerungsgang endet unterhalb eines Überhangs des Felsgrates; ein weiterer kurzer Gang quert den Felsgrat und endet oberhalb der Unterburg. Ein von den Verteidigern der Burg vorgetriebener Stollen startet am Haupttor der Burg und endet blind wenige Meter vor dem Gang der Belagerer.
Die Nordanlage, auch hintere Burg genannt, ist ähnlich aufgebaut wie die Südanlage. Anhand heute noch vorhandener Baureste werden die Gebäude ins 14. und 15. Jahrhundert datiert; vermutlich wurde die Nordanlage erst nach der Zerstörung der Südanlage 1332 erbaut. Auf dem Aufsatzfelsen der Nordanlage ist der Stumpf eines fünfeckigen, vermutlich im 14. Jahrhundert erbauten Turmes erhalten. Der Zugang zum Turm erfolgte von der nördlich gelegenen Oberburg, von der eine Felsenkammer sowie eine Zisterne erhalten sind. Die Unterburg liegt überwiegend östlich des Felsgrates; die in die Oberburg führende Felstreppe beginnt innerhalb eines trapezförmigen, an den Fels angebauten Turmes aus dem 15. Jahrhundert. Von einem weiteren Gebäude sind noch eineinhalb Stockwerke hohe Mauerreste mit Rechteckfenstern vorhanden. Abarbeitungen am Felsen und zahlreiche Balkenlöcher zeugen von einem weiteren Gebäude an der Felswand. Ein kurzer Gang durch den Felsen führt zu einem nicht mehr vorhandenen, schmalen Gebäude, dem einzigen westlich des Felsgrates. Nach Süden wird die Unterburg von einem künstlich abgeböschten Felsgraben abgeschlossen.